# Turritella jewetti
Turritella jewetti är en snäckart som beskrevs av Carpenter 1864. Turritella jewetti ingår i släktet Turritella och familjen tornsnäckor. Inga underarter finns listade i Catalogue of Life.